# Luttif Afif
Luttif Afif (Nazaret, 1937 o 1945–Múnich, 6 de septiembre de 1972), conocido como Issa (Jesús en árabe), fue el líder del comando de fedayines palestinos que irrumpieron en la villa olímpica de Múnich en la madrugada del 5 de septiembre de 1972 y tomaron como rehenes a nueve miembros del equipo olímpico de Israel, después de matar a dos que se resistieron. Fue el jefe negociador para los palestinos, quienes eran miembros del grupo guerrillero Septiembre Negro. Las numerosas imágenes de Afif relajándose afuera del apartamento, vestido con un traje de safari de lino blanco, un sombrero de playa del mismo color y su cara ennegrecida con betún, son algunas de las fotografías más icónicas de las Olimpiadas de Múnich.

## Biografía
Afif nació en Nazaret, hijo de un rico comerciante cristiano jordano y una mujer judía. Tenía tres hermanos, dos de los cuales estaban presos en Israel. En 1958 se fue a estudiar ingeniería a Alemania, aprendió el idioma y luego se dirigió a trabajar a Francia. Según el autor Simon Reeve, Afif disfrutó de su tiempo en Europa, pero en 1966, posiblemente durante su estadía en Alemania, decidió unirse a Fatah. Posteriormente se trasladó al Medio Oriente y participó en numerosas batallas contra fuerzas militares israelíes. Abu Iyad, líder de Septiembre Negro, escribió más tarde que tanto Afif como su lugarteniente Yusuf Nazzal habían combatido en Jordania en septiembre de 1970. Sin embargo, poco después se encontraba viviendo en Berlín y se había comprometido con una joven alemana.

## Múnich
De acuerdo a Serge Groussard y Simon Reeve, la motivación personal de Afif para participar en la Operación Ikrit y Biraam habría sido la de sacar a dos de sus hermanos de las cárceles israelíes.
Issa fue descrito por Manfred Schreiber, jefe de policía de Múnich al momento de celebrarse los Juegos Olímpicos, como «muy fresco y determinado, claramente fanático en sus convicciones». Walther Tröger, el entonces intendente honorífico de la Villa Olímpica, lo describió como un hombre «inteligente y razonable», a diferencia de sus compañeros, a quienes calificó de «aves de patíbulo». En una entrevista filmada para el documental Un día en septiembre (1999), afirmó que «podría haberle gustado conocerlo en otras circunstancias». Al increparle sobre las razones de sus acciones, el fedayín pidió disculpas a Tröger, expresando que los alemanes «habían organizado unas olimpíadas excelentes», pero que éstas le ofrecían una vitrina a través de la cual debían mostrársele al mundo las penurias que el pueblo palestino sufría a manos de Israel.
En el transcurso de la toma de rehenes, Afif pasó varias horas en la entrada del edificio conversando con los negociadores alemanes o con la agente de policía Anneliese Graes. Esta manifestó que el fedayín hablaba alemán fluido pero con un ligero acento francés. Ella le describió como una persona peculiar, «siempre educado y correcto», y cuando le pidió que no agite su granada en frente de ella, Afif se rio y respondió: «usted no tiene nada de que temerme.» El fedayín explicó que solía trabajar en la cantina de la Villa Olímpica y que disfrutaba bailar en la barra, cosa que ella no creyó cierta. Afif también comentó a Graes que había trabajado varios años en Francia, y cada tanto dejaba escapar la frase «oh-la-la» en las conversaciones.
Tras tensas negociaciones, la crisis de los rehenes culminó 21 horas después con una emboscada sobre los terroristas en la base aérea de Fürstenfeldbruck, en las afueras de Múnich. Afif y cuatro de sus coterráneos murieron a manos de los francotiradores alemanes, no sin antes ametrallar a los nueve rehenes que quedaban y volar el helicóptero que contenía a cuatro de ellos. Se considera que Afif fue quien lanzó la granada en el helicóptero oriental. Las autopsias revelaron que los cuerpos en dicho aparato presentaban impactos de bala, siendo lógico que Afif hubiera llevado a cabo ambas acciones. Otro fedayín, Adnan al-Gashey según Reeve, se encargó de fusilar segundos después a los rehenes restantes en el helicóptero occidental.
Los cuerpos de Afif y sus compatriotas fueron trasladados a Libia, en donde fueron recibidos con una procesión de 30 000 personas en la Plaza Verde de Trípoli. Tras esto, fueron enterrados con honores militares en el cementerio Sidi Munaidess.

## En la literatura y el cine
En su libro The Blood of Israel, Serge Groussard confundió a Afif como Mohammed Safady, otro de los fedayines que sobrevivió al tiroteo en Fürstenfeldbruck. Por su parte, el autor Aaron Klein identifica en Striking Back a Afif como Mohammed Massalha, quien resultó ser su propio padre.
Luttif Afif fue interpretado por Franco Nero en 21 horas en Múnich (1976) y por Karim Saleh en la película de Steven Spielberg Munich (2005).